# Guia do Estudante
O Guia do Estudante é uma família de publicações da Editora Abril cujo primeiro exemplar foi lançado em 1984, como uma edição especial do Almanaque Abril.
As publicações da Guia do Estudante incluem apostilas de disciplinas no currículo brasileiro, revistas sobre vestibulares incluindo o ENEM e a FUVEST, e resumo sobre atualidades. A Guia do Estudante também organiza uma feira anual que reúne universidades e eventos almejados para futuros estudantes do ensino superior brasileiro.
O Guia também publica avaliações dos cursos superiores oferecidos no Brasil, e anualmente premia universidades públicas e privadas.